# Fritzi Schwingl
Friederike Schwingl (conocida como Fritzi Schwingl; Viena, 28 de julio de 1921-Kötschach-Mauthen, 9 de julio de 2016) fue una deportista austríaca que compitió en piragüismo en las modalidades de aguas tranquilas y eslalon.
Participó en los Juegos Olímpicos de Londres 1948, obteniendo una medalla de bronce en la prueba de K1 500 m. Ganó cuatro medallas en el Campeonato Mundial de Piragüismo entre los años 1948 y 1954.
En la modalidad de eslalon, obtuvo siete medallas en el Campeonato Mundial de Piragüismo en Eslalon entre los años 1949 y 1957.

## Palmarés internacional
| Juegos Olímpicos   | Juegos Olímpicos       | Juegos Olímpicos  | Juegos Olímpicos |
| Año                | Lugar                  | Medalla           | Competición      |
| ------------------ | ---------------------- | ----------------- | ---------------- |
| 1948               | Londres (Reino Unido)  | Medalla de bronce | K1 500 m         |
| Campeonato Mundial |                        |                   |                  |
| Año                | Lugar                  | Medalla           | Competición      |
| 1948               | Londres (Reino Unido)  | Medalla de bronce | K2 500 m         |
| 1950               | Copenhague (Dinamarca) | Medalla de bronce | K1 500 m         |
| 1950               | Copenhague (Dinamarca) | Medalla de plata  | K2 500 m         |
| 1954               | Mâcon (Francia)        | Medalla de plata  | K1 500 m         |

| Campeonato Mundial | Campeonato Mundial | Campeonato Mundial | Campeonato Mundial |
| Año                | Lugar              | Medalla            | Competición        |
| ------------------ | ------------------ | ------------------ | ------------------ |
| 1949               | Ginebra (Suiza)    | Medalla de plata   | F1 individual      |
| 1949               | Ginebra (Suiza)    | Medalla de oro     | F1 por equipos     |
| 1951               | Steyr (Austria)    | Medalla de plata   | F1 individual      |
| 1951               | Steyr (Austria)    | Medalla de oro     | F1 por equipos     |
| 1953               | Merano (Italia)    | Medalla de oro     | F1 individual      |
| 1953               | Merano (Italia)    | Medalla de bronce  | F1 por equipos     |
| 1957               | Asugsburgo (RFA)   | Medalla de bronce  | F1 por equipos     |